# Rio Călmuş
O Rio Călmuş é um rio da Romênia, afluente do Rio Tazlăul Sărat, localizado no distrito de Bacău.